# Ben E. King
Benjamin Earl King, també conegut com a Ben E. King, (Henderson, 28 de setembre de 1938 - Ciutat de Nova York, 30 d'abril de 2015) fou un cantant de soul i rhythm and blues estatunidenc. Es coneix principalment per ser el co-compositor de "Stand by Me" —a la posició 25 de la llista de "Cançons del Segle" de la RIAA— i com un dels cantants principals del grup vocal de R&B the Drifters.

## Infantesa
Va néixer com a Benjamin Earl Nelson el 28 de setembre de 1938 a Henderson, Carolina del Nord, i va anar a viure a Harlem, Nova York, als nou anys.

## Carrera
El 1958, King (utilitzant encara el seu nom de naixement) va unir-se a un grup de doo-wop anomenat the Five Crowns. A finals de 1958, el mànager dels the Drifters, George Treadwell va acomiadar els membres originals del grup, i els va substituir amb the Five Crowns. King va aconseguir una sèrie d'èxits en la categoria R&B amb el grup, treballant per a la discogràfica Atlantic Records. Fou el coautor i solista del primer èxit de la nova versió dels Drifters, "There Goes My Baby" (1959). També feia de solista en els èxits que van aconseguir amb cançons compostes per Doc Pomus i Mort Shuman, incloent "Save the Last Dance for Me", "This Magic Moment", i "I Count the Tears". King només va gravar tretze cançons amb els Drifters—dues d'acompanyant i onze com a solista. L'últim single que van publicar els Drifters amb King fou "Sometimes I Wonder", que es va gravar el 19 de maig de 1960, però no es va publicar fins al juny de 1962.
A causa d'una disputa contractual amb Treadwell on King i el seu mànager, Lover Patterson, van exigir un augment de sou i una part justa dels royalties per a en King, no va actuar més amb els Drifters ni en directe ni a la televisió; només gravaria amb el grup fins que es trobés un substitut. A la televisió, un altre membre del grup, Charlie Thomas feia veure que cantava els trossos que King havia gravat amb ells.
El maig de 1960, King va plegar dels Drifters, assumint el nom artístic Ben E. King per a la seva carrera en solitari. Va quedar-se a Atlantic Records amb la marca Atco, i va aconseguir el seu primer èxit en solitari amb la balada "Spanish Harlem" (1961). El seu següent single, "Stand by Me", escrit conjuntament amb Jerry Leiber i Mike Stoller, acabaria sent considerat una de les "Cançons del Segle" per la Recording Industry Association of America. "Stand by Me", "There Goes My Baby", i "Spanish Harlem" es van nomenar com a tres de les "500 cançons que van donar forma al Rock and Roll"; i totes aquestes gravacions junt amb "Save The Last Dance For Me" han guanyat un Grammy Hall of Fame Award. Altres cançons conegudes de King són "Don't Play That Song (You Lied)", "Amor", "Seven Letters", "How Can I Forget", "On the Horizon", "Young Boy Blues", "First Taste of Love", "Here Comes the Night", "Ecstasy", i "That's When It Hurts".
Els discos de King van continuar obtenint bones posicions al Billboard Hot 100 fins a 1965. Els grups pop britànics van començar a dominar la música popular, però King va continuar obtenint èxits en R&B, com "What is Soul?" (1966), "Tears, Tears, Tears" (1967), i "Supernatural Thing" (1975). "Stand by Me" es va reeditar el 1986 quan es va utilitzar com a banda sonora de la pel·lícula Compta amb mi i va tornar a la llista d'èxits al cap de 25 anys d'absència.
El 1990, King i Bo Diddley, juntament amb Doug Lazy, van gravar una versió hip-hop de la cançó de 1958 "Book of Love" per a la banda sonora de la pel·lícula del mateix nom. També va gravar el 1998 un àlbum per a nens, I Have Songs In My Pocket, escrit i produït per Bobby Susser, que va aconseguir diversos guardons. King va interpretar "Stand by Me" en una entrevista al programa de David Letterman el 2007. Ahmet Ertegun en va dir, "King és un dels cantants més grans de la història del rock and roll i el rhythm and blues."
Comptant l'època dels Drifters i la carrera com a solista, King ha aconseguit cinc números u: "There Goes My Baby", "Save The Last Dance For Me", "Stand By Me", "Supernatural Thing", i la reedició de 1986 de "Stand By Me". També ha aconseguit 12 èxits Top 10 i 26 de Top 40 entre 1959 i 1986. Va entrar al Rock and Roll Hall of Fame com a membre dels Drifters; també ha estat nominat com a solista.

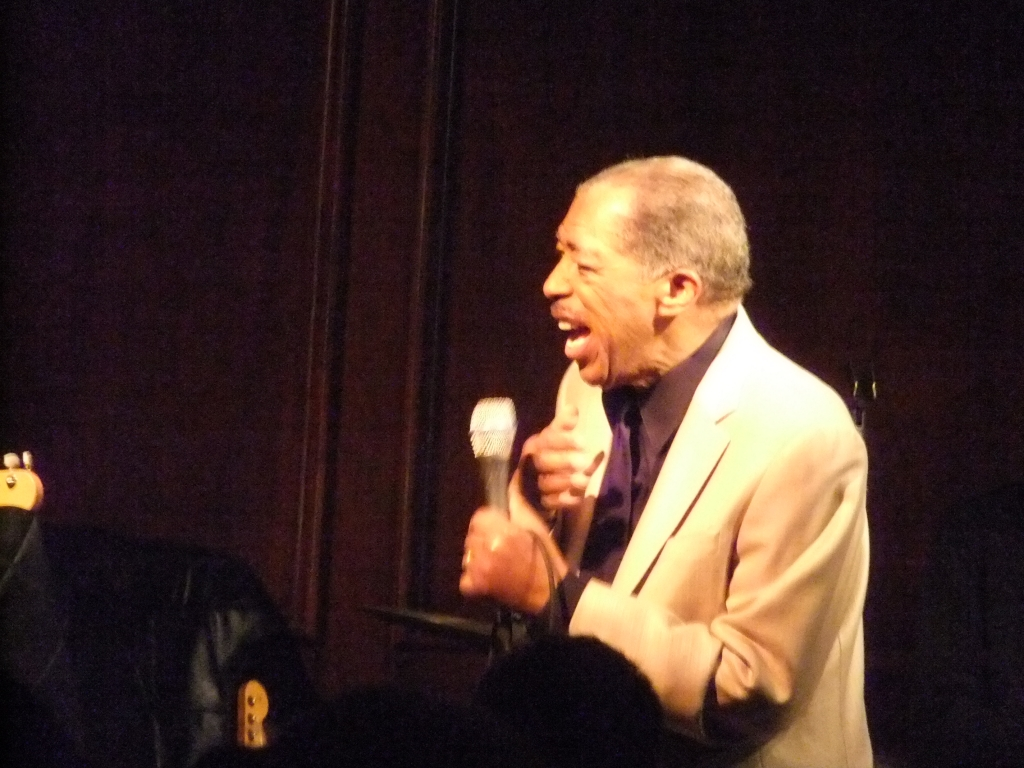
King actuant a l'Scullers Jazz Club de Boston, el 31 de març de 2012

El 2013 encara estava en actiu, i va fer una gira pel Regne Unit. També va fer concerts als Estats Units el 2014, malgrat els seus problemes de salut.

### Mort
King va morir el 30 d'abril de 2015, als 76 anys. El portaveu de la família va dir que tenia "problemes coronaris".

## Discografia

### Àlbums
- Spanish Harlem (1961, Atco) US: #57 UK: #30[11]
- Ben E. King Sings for Soulful Lovers (1962)
- Don't Play That Song! (1962)
- Young Boy Blues (1964)
- Ben E. King's Greatest Hits (1964)
- Seven Letters (1965)
- What Is Soul (1967) (no publicat als Estats Units)
- Rough Edges (1970, Maxwell)
- The Beginning of It All (1972, Mandala)
- Supernatural (1975, Atlantic) US: #39
- I Had a Love (1976)
- Rhapsody (1976)
- Let Me Live in Your Life (1978)
- Music Trance (1980)
- Street Tough (1980)
- Save the Last Dance for Me (1987, EMI-Manhattan)
- Stand by Me: The Ultimate Collection (1987, Atlantic) UK: #14[11]
- What's Important to Me (1991, Ichiban)
- Anthology (1993, Rhino)
- Shades of Blue (1993, Half Note)
- I Have Songs in My Pocket (1998, Bobby Susser)
- The Very Best of Ben E. King (1998, Rhino) UK: #15[11]
- Eleven Best (2001, Cleopatra)
- Person To Person: Live At The Blue Note (2003, Half Note)
- Soul Masters (2005, Digital Music Group)
- I've Been Around (2006, True Life)
- Love Is Gonna Get You (2007, Synergy)
- Heart & Soul (2010–2011, CanAm Records)

### Altres àlbums
- Benny and Us (1977) US: #33 (Average White Band & Ben E. King)
- The Atlantic Family Live in Montreux (1977) (Gravació amb the Average White Band i altres artistes)
- Soul Clan (1968) (com a membre de The Soul Clan)

### Singles amb the Drifters
- "There Goes My Baby" (1959) R&B: #1 US: #2
- "Oh My Love (1959)
- "Dance With Me" (1959) R&B: #2 US: #15 UK: #17
- "This Magic Moment" (1960) R&B: #4 US: #16
- "Lonely Winds" (1960) R&B: #9 US: #54
- "Hey Señorita" (1960)
- "Save the Last Dance for Me" (1960) R&B: #1 US: #1 UK: #2
- "Nobody But Me" (1960)
- "I Count the Tears" (1960) US: #17 UK: #28
- "Sometimes I Wonder" (1962)

### Singles en solitari
- "Brace Yourself (1960, Atco)
- "Show Me the Way" (1960, Atco)
- "A Help-Each-Other Romance" (1960, Atlantic) with LaVern Baker
- "How Often" (1960, Atlantic) with LaVern Baker
- "Spanish Harlem (1961, Atco) R&B: #15 US: #10
- "First Taste of Love" (1961) US: #53 UK: #27 (cara B de "Spanish Harlem")
- "Stand by Me" (1961) R&B: #1 US: #4 UK: #27
- "Amor" (1961) R&B: #10 US: #18 UK: #38
- "Young Boy Blues" (1961) US: #66
- "Here Comes the Night" (1961) US: #81 (cara B de "Young Boy Blues")
- "Ecstasy" (1962) US: #56
- "Don't Play That Song (You Lied)" (1962) R&B: #2 US: #11
- "Auf Wiedersehen, My Dear (1962)
- "Too Bad" (1962) US: #88
- "I'm Standing By" (1962) US:#111
- "Tell Daddy" (1962) US:#122 R&B: #29
- "How Can I Forget" (1963) R&B: #23 US: #85
- "I (Who Have Nothing)" (1963) R&B: #16 US: #29
- "I Could Have Danced All Night" (1963) US: #72
- "What Now My Love" US:#102 (1964)
- "That's When It Hurts" (1964)
- "What Can A Man Do" (1964) US:#113
- "It's All Over" (1964) US: #72
- "Around The Corner" (1964) US:#125
- "Seven Letters" (1965) R&B: #11 US: #45
- "The Record (Baby I Love You)" (1965) Pop: #84 R&B: #24
- "She's Gone Again" (1965) US: #128
- "Cry No More" (1965)
- "Goodnight My Love" (1965) US: #91
- "So Much Love" (1966) US: #96
- "Get In a Hurry" (1966)
- "I Swear By Stars Above" (1966) R&B: #35 (cara B de "Get in a Hurry")
- "They Don't Give Medals to Yesterday's Heroes" (1966)
- "What Is Soul?" (1966) R&B: #38 (cara B de "They Don't Give...")
- "A Man Without a Dream (1967)
- "Tears, Tears, Tears" (1967) R&B: #34 US: #93 (cara B de "A Man Without...")
- "Katherine" (1967)
- "Don't Take Your Sweet Love Away" (1967) R&B: #44
- "We Got a Thing Goin' On" (1968) with Dee Dee Sharp US: #127
- "Don't Take Your Love from Me" (1968) US: #117
- "Where's the Girl" (1968)
- "It Ain't Fair" (1968)
- "Soul Meeting" (1968) with The Soul Clan R&B: #34
- "Till I Can't Take It Anymore" (1968) US: #134
- "Hey Little One" (1969)
- "I Can't Take It Like a Man" (1970, Maxwell)
- "Take Me to the Pilot" (1972, Mandala)
- "Into the Mystic" (1972)
- "Spread Myself Around" (1973)
- "Supernatural Thing, Part 1" (1975, Atlantic) R&B: #1 US: #5
- "Do It in the Name of Love" (1975) R&B: #4 US: #60
- "We Got Love" (1975)
- "I Had a Love" (1975) R&B: #23 (cara B de "We Got Love")
- "I Betcha you Didn't Know" (1976)
- "Get It Up" (1977) with Average White Band
- "A Star in the Ghetto" (1977) R&B: #25 with Average White Band
- "Fool for You Anyway" (1977) with Average White Band
- "I See the Light" (1978)
- "Fly Away to My Wonderland" (1978)
- "Music Trance" (1979) R&B: #29
- "Street Tough" (1981)
- "You Made the Difference in My Life" (1981)
- "Stand By Me [reedició]" (1986) US: #9 UK: #1
- "Spanish Harlem [reedició]" (1987)
- "Save the Last Dance for Me" [regravat] (1987, EMI-Manhattan) UK: #69
- "What's Important to Me" (1991, Ichiban)
- "You've Got All of Me" (1992)
- "You Still Move Me" (1992)
- "4th of July" (1997, Right Stuff)[11]